# Miconia baracoensis
Miconia baracoensis är en tvåhjärtbladig växtart som beskrevs av Ignatz Urban. Miconia baracoensis ingår i släktet Miconia och familjen Melastomataceae. Inga underarter finns listade i Catalogue of Life.